# Fino (álbum)
Fino es el álbum de estudio debut del cantante colombiano Llane.
El álbum se caracteriza por el estilo urbano de Llane, donde hay una fusión con ritmos como el reguetón, el pop y el trap entre otras. Asimismo, el álbum marca el lanzamiento de Llane como artista a nivel internacional, después de su éxito al haber formado parte del grupo Piso 21 y de varias colaboraciones con otros artistas como Sebastián Yatra, Fonseca y Mike Bahía entre otros. El 16 de junio de 2022, el álbum se estrenó junto a su sencillo «Fino» el cual cuenta con la participación del cantante venezolano Danny Ocean.
De este álbum, se desprenden algunos éxitos como: «Más de ti», «Será», «Alcancía» y «Presente y futuro» entre otros. En este álbum, están incluidas las participaciones de Manuel Turizo, Reik, Khea y Zion entre otros.

## Lista de canciones
| N.º | Título                                       | Duración |  |
| 1.  | «Oveja negra»                                | 2:41     |  |
| 2.  | «Fino» (con Danny Ocean)                     | 3:25     |  |
| 3.  | «Más de ti»                                  | 3:10     |  |
| 4.  | «Pensamientos oscuros»                       | 2:47     |  |
| 5.  | «Alcancía» (con Reik y Khea)                 | 3:18     |  |
| 6.  | «Sueño» (con Omar Montes)                    | 2:58     |  |
| 7.  | «Puñales» (con Boza)                         | 3:17     |  |
| 8.  | «Pose»                                       | 2:54     |  |
| 9.  | «Será» (con Manuel Turizo)                   | 3:02     |  |
| 10. | «Presente y futuro» (con Zion y Álvaro Díaz) | 3:14     |  |
| 11. | «Como antes»                                 | 3:16     |  |